# Marisol Yagüe
Marisol Yagüe Reyes (La Línea de la Concepción, 1952) es una expolítica española. Fue condenada por varios delitos en el marco del caso Malaya, el mayor caso de corrupción municipal en España, y actualmente está en libertad condicional.

## Trayectoria política
Se convirtió en alcaldesa de Marbella el 13 de agosto de 2003; una moción de censura apoyada por ocho tránsfugas del que era entonces su partido (Grupo Independiente Liberal, GIL), tres ediles del partido con el cual inició  su carrera municipal, el Partido Socialista Obrero Español y otros tres del Partido Andalucista, la aupó al sillón de la alcaldía que ocupaba hasta entonces Julián Muñoz, también del GIL. Este partido político, fundado por Jesús Gil en 1991, dio cobijo a Yagüe durante 12 años. Tras la moción de censura, Yagüe pasó al grupo mixto A junto a los tránsfugas del GIL.
Fue la primera mujer que se convirtió en regidora del consistorio marbellí y el inicio de su mandato supuso el fin de más de una década de gobierno del Grupo Independiente Liberal (GIL) en el municipio.

## Escándalos y condena por corrupción
Como alcaldesa, Yagüe se ha enfrentado a varios escándalos. Su casa fue embargada de forma preventiva después de que una empresa constructora acusara a la alcaldesa de intentar pagarle la reforma que había hecho a su vivienda con dinero municipal. El 1 de abril de 2006 ingresó en prisión incondicional como imputada por el Caso Malaya, si bien salió de la cárcel posteriormente bajo fianza. Ha sido nuevamente condenada por abofetear en la puerta de un colegio a un menor que previamente la había llamado "ladrona".
El 4 de octubre de 2013 fue finalmente condenada por los delitos de cohecho, malversación, fraude y alteración de precio de subastas públicas a seis años de prisión y a una multa de 2,3 millones de euros.
El 27 de enero de 2016 ingresó en la cárcel de Alhaurín de la Torre para cumplir una pena de cinco años y medio por el caso Malaya.
En 2020, la Audiencia de Málaga inició un juicio contra Yagüe, que fue acusada por los delitos de prevaricación y malversación y por designar a su marido en el año 2003 (también procesado en esta causa) como coordinador en un área del Ayuntamiento de Marbella sin seguir los procedimientos legales establecidos.